# نوفو شينجو
نوفو شينجو بلدية في ولاية ريو غراندي دو سول في المنطقة الجنوبية من البرازيل.